# USS Levy (DE-162)
USS Levy (DE-162) là một tàu hộ tống khu trục lớp Cannon từng phục vụ cùng Hải quân Hoa Kỳ trong Chiến tranh Thế giới thứ hai. Nó là chiếc tàu chiến duy nhất của Hải quân Hoa Kỳ được đặt cái tên này, theo tên Thiếu tướng Hải quân Uriah P. Levy (1792–1862), người từng tham gia cuộc Chiến tranh 1812. Nó đã phục vụ cho đến khi chiến tranh kết thúc, xuất biên chế năm 1947, rồi được rút đăng bạ năm 1973 và bị bán để tháo dỡ một năm sau đó. Levy được tặng thưởng năm Ngôi sao Chiến trận do thành tích phục vụ trong Thế Chiến II.

## Thiết kế và chế tạo
Lớp Cannon có thiết kế hầu như tương tự với lớp Buckley dẫn trước; khác biệt chủ yếu là ở hệ thống động lực Kiểu DET (diesel electric tandem). Các động cơ diesel đặt nối tiếp nhau dẫn động máy phát điện để cung cấp điện năng quay trục chân vịt cho con tàu. Động cơ diesel có ưu thế về hiệu suất sử dụng nhiên liệu, giúp cho lớp Cannon cải thiện được tầm xa hoạt động, nhưng đánh đổi lấy tốc độ chậm hơn.
Vũ khí trang bị bao gồm ba pháo 3 in (76 mm)/50 cal trên tháp pháo nòng đơn có thể đối hạm hoặc phòng không, một khẩu đội pháo phòng không Bofors 40 mm nòng đôi và tám pháo phòng không Oerlikon 20 mm. Vũ khí chống ngầm bao gồm một dàn súng cối chống tàu ngầm Hedgehog Mk. 10 (có 24 nòng và mang theo 144 quả đạn); hai đường ray Mk. 9 và tám máy phóng K3 Mk. 6 để thả mìn sâu. Con tàu vẫn giữ lại ba ống phóng ngư lôi Mark 15 21 inch (533 mm). Thủy thủ đoàn đầy đủ bao gồm 15 sĩ quan và 201 thủy thủ.
Levy được đặt lườn tại xưởng tàu của hãng Federal Shipbuilding and Drydock Company ở Newark, New Jersey Wilmington, Delaware vào ngày 19 tháng 10, 1942. Nó được hạ thủy vào ngày 28 tháng 3, 1943, được đỡ đầu bởi bà Charles Mathoff, cháu gái Thiếu tướng Levy, và nhập biên chế cùng Hải quân Hoa Kỳ vào ngày 13 tháng 5, 1943 dưới quyền chỉ huy của Hạm trưởng, Trung tá Hải quân Frank S. Schmidt.

## Lịch sử hoạt động
Sau khi hoàn tất việc chạy thử máy huấn luyện tại khu vực Bermuda và sửa chữa sau chạy thử máy, Levy lên đường để đi sang khu vực Mặt trận Thái Bình Dương, đi đến khu vực quần đảo Society vào ngày 19 tháng 8, 1943. Trong tám tháng tiếp theo, nó phục vụ hộ tống các tàu chở dầu trong nhiều hoạt động tiếp nhiên liệu trên đường đi tại khu vực Trung tâm và Nam Thái Bình Dương. Nhằm phục vụ cho chiến dịch Hollandia và không kích lên Truk và Ponape từ ngày 13 tháng 4 đến ngày 4 tháng 5, 1944, nó đã hộ tống một đoàn tàu tiếp liệu đi đến một vị trí về phía Bắc đảo Manus vào ngày 23 tháng 4, nơi hẹn gặp tiếp nhiên liệu cho Lực lượng Đặc nhiệm 58.
Từ ngày 12 tháng 6 đến ngày 16 tháng 8, Levy tiếp tục hộ tống các tàu chở dầu hỗ trợ cho Chiến dịch quần đảo Mariana, và đã tiếp nhiên liệu cho tàu bè dưới quyền Phó đô đốc Marc Mitscher tham gia Trận chiến biển Philippine. Trong bốn tháng tiếp theo, nó hộ tống cho Đội đặc nhiệm 30.8 làm nhiệm vụ tiếp liệu cho Đệ Tam hạm đội trong các trận chiến nhằm chiếm khu vực Tây quần đảo Caroline và giải phóng Leyte, Philippines. Đang khi hộ tống một đoàn tàu vận tải đi từ Ulithi đến điểm tiếp tiếp nhiên liệu cho các tàu sân bay của đô đốc Mitscher vào ngày 20 tháng 11, hỏa lực phòng không của con tàu đã đánh đuổi máy bay đối phương tìm cách tấn công đoàn tàu vận tải. Con tàu rời Eniwetok vào ngày 24 tháng 11 để quay trở về vùng bờ Tây, đi đến San Diego vào ngày 8 tháng 12, nơi nó được đại tu trong một tháng.
Sang đầu tháng 3, 1945, Levy quay trở lại vùng chiến sự tại khu vực Tây Thái Bình Dương, đảm nhiệm vai trò hộ tống vận tải và tuần tra chống tàu ngầm. Trong những tháng cuối cùng của Thế Chiến II, nó tham gia tuần tra, phong tỏa và bắn phá các đảo tại quần đảo Marshall bị bỏ qua còn do quân Nhật chiếm đóng, và đã giải cứu một tàu chở đầy thổ dân bản địa chạy thoát khỏi đảo Jaluit do Nhật Bản kiểm soát. Sau khi Nhật Bản đã chấp nhận đầu hàng vào ngày 15 tháng 8 giúp kết thúc cuộc xung đột, trong tháng 8 và tháng 9, nó vận chuyển lực lượng đi đến tiếp quản việc đầu hàng. Quân Nhật trú đóng tại đảo Mili đầu hàng vào ngày 22 tháng 8 do Đại tá Hải quân H. D. Grow tiếp quản; tại đảo Jaluit vài ngày sau đó; và tại đảo Wake vào ngày 4 tháng 9 do Thiếu tướng Thủy quân Lục chiến L. H. M. Sanderson tiếp quản.
Lên đường vào ngày 17 tháng 9 để quay trở về Hoa Kỳ, Levy về đến San Francisco rồi tiếp tục di chuyển sang vùng bờ Đông. Nó đi đến Green Cove Springs, Florida vào ngày 15 tháng 11, nơi nó được đưa về thành phần dự bị và được cho xuất biên chế vào ngày 4 tháng 4, 1947. Con tàu chuyển đến neo đậu tại Norfolk, Virginia trong thành phần Hạm đội Dự bị Đại Tây Dương. Nó bị bỏ không tại đây cho đến khi được rút tên khỏi danh sách Đăng bạ Hải quân vào ngày 2 tháng 8, 1973, và con tàu được bán cho hãng Boston Metals Co. tại Baltimore, Maryland vào ngày 17 tháng 7, 1974 để tháo dỡ.

## Phần thưởng
Levy được tặng thưởng năm Ngôi sao Chiến trận do thành tích phục vụ trong Thế Chiến II.
|  |             |  |
|  | Silver star |  |

| Dãi băng Hoạt động Tác chiến (truy tặng) |                                                                         |                                      |
| Huân chương Chiến dịch Hoa Kỳ            | Huân chương Chiến dịch Châu Á-Thái Bình Dương với 5 Ngôi sao Chiến trận | Huân chương Chiến thắng Thế Chiến II |